# 普奇达尔瓦
普奇达尔瓦（西班牙語：Puigdalba），是西班牙加泰罗尼亚巴塞罗那省的一个市镇。总面积0.4平方公里，总人口533人（2013年），人口密度1300人/平方公里。